# 楊存理
楊存理，字天根，浙江省杭州府海寧縣（今浙江省海寧縣鹽官鎮）人，清朝政治人物、進士出身。
康熙四十二年，登進士，后任禮部郎中。康熙五十三年，任雲南鄉試正考官。曾任兵科掌印給事中。